# Meta Bünger
Meta Bünger (* 16. März 1870 in Dohne bei Leipzig; † 24. September 1928 in Dresden) war eine deutsche Kinderdarstellerin und Theaterschauspielerin, die zum Beginn des 20. Jahrhunderts Bekanntheit erlangte.

## Leben
Meta Bünger war die Tochter eines Schauspielerehepaares, die schon als Kind auf der Theaterbühne war und seit ihrem dritten Lebensjahr Theater spielte. 1879 erhielt die Kinderdarstellerin in Glatz ihr erstes Benefize, in dessen Rahmen sie in dem Stück Margarethe oder der Hammerschmied von Marienburg auftrat und nach Eisenberg allgemein als höchst talentiert bezeichnet wurde. 
Ihr erstes Engagement fand Bünger 1893 beim Ensemble-Gastspiel des Theaters der Modernen, mit welchem sie mehrere größere deutsche Städte bereiste. Auf Grund ihrer Leistung als „Käthe Vockerat“ (in Einsame Menschen von Gerhart Hauptmann) wurde sie ans Deutsche Theater in München engagiert, wo sie von 1894 bis 1896 wirkte, kam 1897 ans Residenztheater in Hannover, 1898 ans Carl Schultze-Theater nach Hamburg und wurde 1900 Mitglied des Irvingplacetheaters in New York, dem sie bis 1902 angehörte.
1910 war sie in Berlin beschäftigt, anschließend ging sie nach Wien. 1913 spielte sie am Frankfurter Neuen Theater. 1924 spielte sie die „Marthe“ im Zerbrochenen Krug. Die gesamten 1920er Jahre war Meta Bünger Ensemblemitglied des Albert-Theaters in Dresden. In dieser Stadt starb die Künstlerin zum Herbstbeginn 1928.